# Крушение на Мэлбон-стрит
Круше́ние на Мэ́лбон-стрит (англ. Malbone Street Wreck) — крупная железнодорожная катастрофа, произошедшая вечером в пятницу, 1 ноября 1918 года, в тоннеле под Мэлбон-стрит в районе Флэтбуш (боро Бруклин), когда поезд метро на подходе к станции «Проспект-парк» сошёл с рельсов и врезался в стену тоннеля. По разным оценкам, в крушении погибли от 93 до 102 человек, что делает его одной из крупнейших железнодорожных катастроф в стране.

## Предшествующие обстоятельства
К осени 1918 года, когда Первая мировая война близилась к завершению, в Соединённых Штатах, которые поставляли в Европу ресурсы, сильно развился промышленный сектор. В этих условиях городской транспорт едва справлялся с высоким пассажиропотоком в часы пик.
Но ранним утром 1 ноября 1918 года машинисты метрополитена неожиданно объявили забастовку. Тогда транспортная компания Brooklyn Rapid Transit Company оказалась вынуждена задействовать для вождения поездов кого только возможно, проводя при этом обучение по сокращённой программе. Одним из таких людей оказался Эдвард Лучано (англ. Edward Luciano), диспетчер пункта оборота машинистов, который до этого водил поезд лишь однажды — год назад, причём на маневровой работе. Перед вождением машинисты должны были пройти 60-часовой курс обучения, но обучение Лучано продлилось лишь пару часов. Позже Эдвард пояснил, почему он согласился на вождение поезда: «Человек должен зарабатывать на жизнь (англ. A man has to earn a living)». Лучано предстояла работа на линии Брайтон, которую он не знал вообще. В состав, который он вёл, входили три моторных вагона (М) и два прицепных (П), все старой конструкции с деревянными кузовами. Моторные вагоны были почти вдвое тяжелее прицепных, поэтому их требовалось распределить равномерно по составу — М—П—М—П—М. Однако в спешке при формировании состава оба прицепных вагона были сцеплены вместе, из-за чего состав имел композицию М—П—П—М—М (номера вагонов: 725—80—100—726—1064).

## Крушение

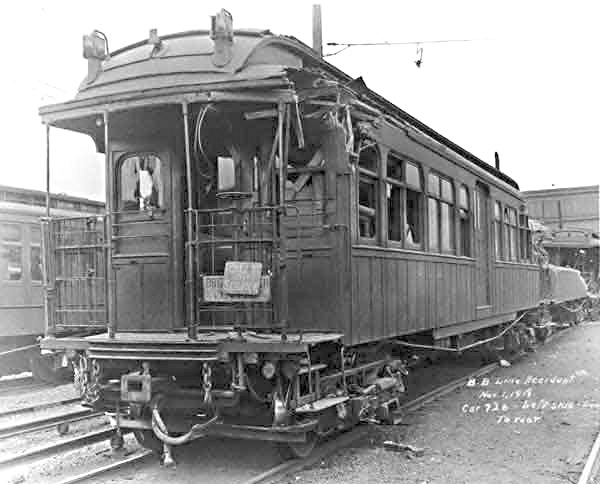
Головной вагон после крушения. Позади виден разбитый второй вагон

В вечерний час пик заполненный поезд под управлением Эдварда Лучано подошёл к конечной станции на маршруте — «Проспект-парк». Раньше поезд въезжал на станцию через прямой тоннель, но в 1918 году была начата реконструкция линии для её соединения с остальной сетью метро, в результате чего за несколько недель до происшествия был открыт новый тоннель S-образной формы. Диспетчер предупреждал машинистов, что в том тоннеле ограничение скорости составляет 10 км/ч, но в 18:32 Лучано, стараясь нагнать допущенное ранее отставание от расписания, въехал в этот тоннель на скорости не менее 50 км/ч. Позже Эдвард утверждал, что начал тормозить перед тоннелем, когда отказало управление. Однако выжившие утверждали обратное — торможение не применялось, пока не стало слишком поздно. Проследовав на большой скорости по крутой кривой, вагоны завалились и сошли с рельсов. Первый вагон, благодаря большой массе, остался на линии пути, но следующие за ним лёгкие прицепные вагоны оказались зажаты между тяжёлыми моторными и, сойдя с пути, отлетели влево, после чего на большой скорости врезались в стальные опоры свода тоннеля. Удар пришёлся на левую сторону деревянных кузовов, в результате чего снесло левые стены, а пассажиры посыпались на путь. Находившиеся в хвосте тяжёлые моторные вагоны врезались в груду обломков и людей, после чего, проехав через неё, остановились спустя примерно 60 м.
В результате крушения первый и четвёртый вагоны оказались повреждены, но уцелели, а пятый вагон не пострадал. У ехавших в них людей из существенных травм в основном были порезы разбитыми стёклами. Благодаря тому, что людей в этих двух вагонах было очень много, их тела не успели развить скорость от удара, а потому переломов удалось избежать. Но, в отличие от моторных, прицепные вагоны были разрушены, причём третий вагон в составе пришлось разбирать прямо в тоннеле, а почти все ехавшие в них пассажиры погибли. Машинист Лучано практически не пострадал, но, находясь в состоянии шока, ушёл домой.
Спустя 15—20 минут спасательные службы города были наконец осведомлены о случившемся, но из-за скудности информации прибыли на место только через 45 минут.

## Последствия
В результате крушения погибли 93 человека и более 50 получили тяжёлые травмы.
Оба разбитых прицепных вагона были исключены из инвентаря, в том числе вагон № 100 разобрали прямо в тоннеле. Все три моторных вагона (№ 725, 726 и 1064) были восстановлены и вернулись в строй, но компании дали указание поскорее прекратить эксплуатацию деревянных вагонов. В 1920 году работы по соединению линии Брайтон с остальной сетью были завершены.
Улицу Мэлбон-стрит (англ. Malbone Street) переименовали в бульвар Эмпайр (англ. Empire Boulevard)).